# 池月車站
池月車站（日语：／ Ikezuki eki */?）是一由東日本旅客鐵道（JR東日本）所經營的鐵路車站，位於日本宮城縣大崎市岩出山，是JR東日本陸羽東線沿線的一個無人車站。池月車站位於JR東日本仙台支社的管轄範圍內，由古川車站負責管理。

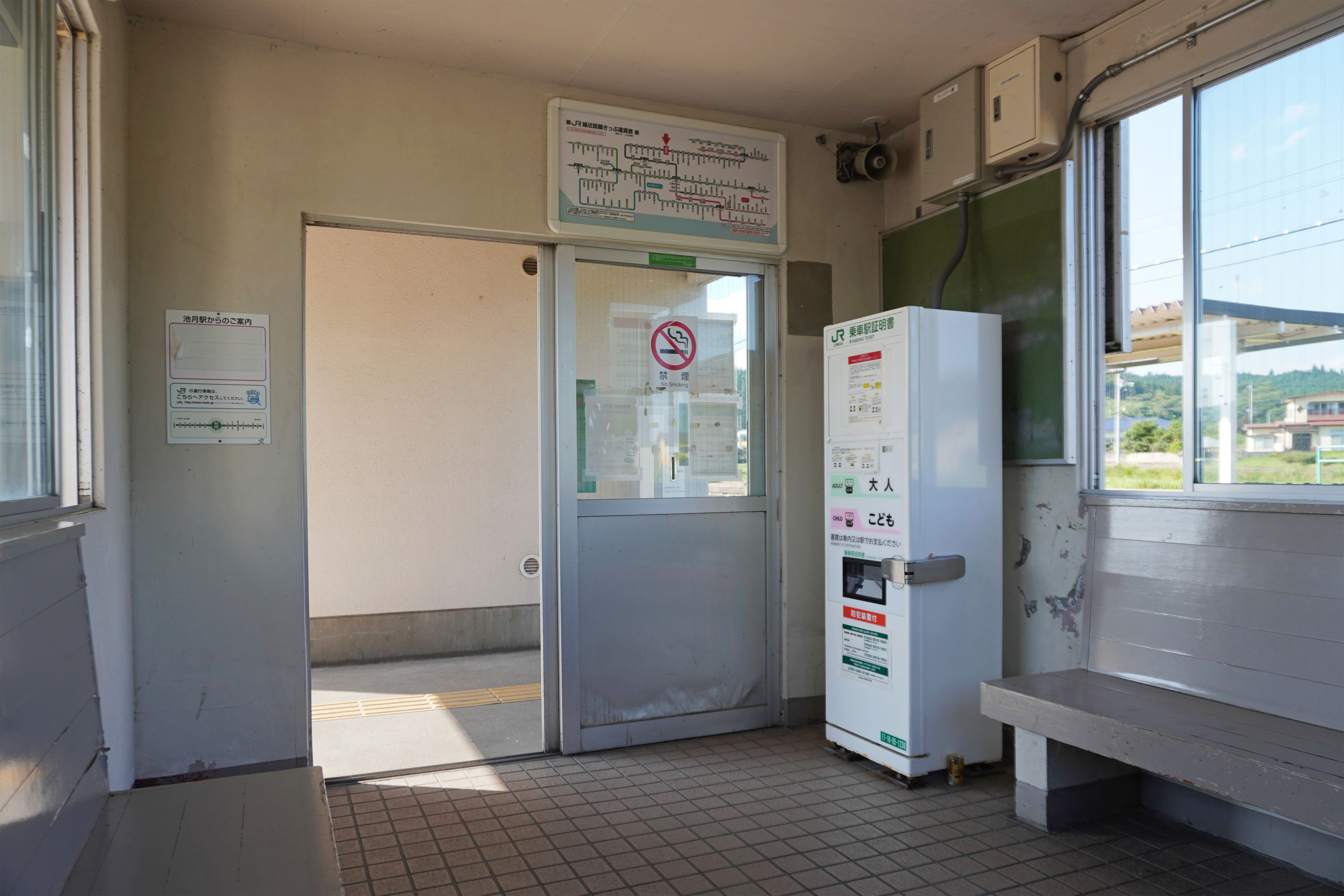
車站內部（2023年7月）

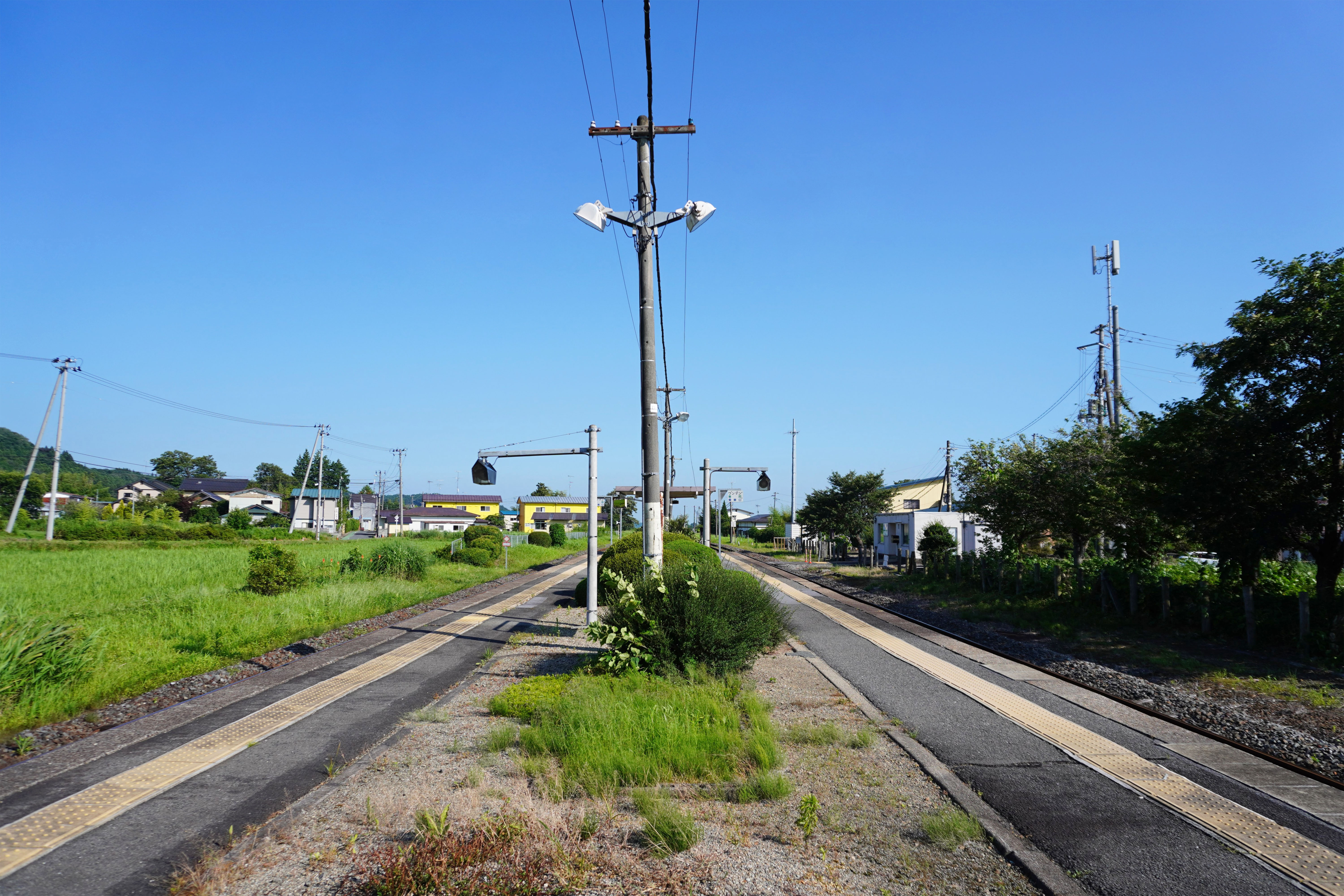
月台（2023年7月）

## 車站結構

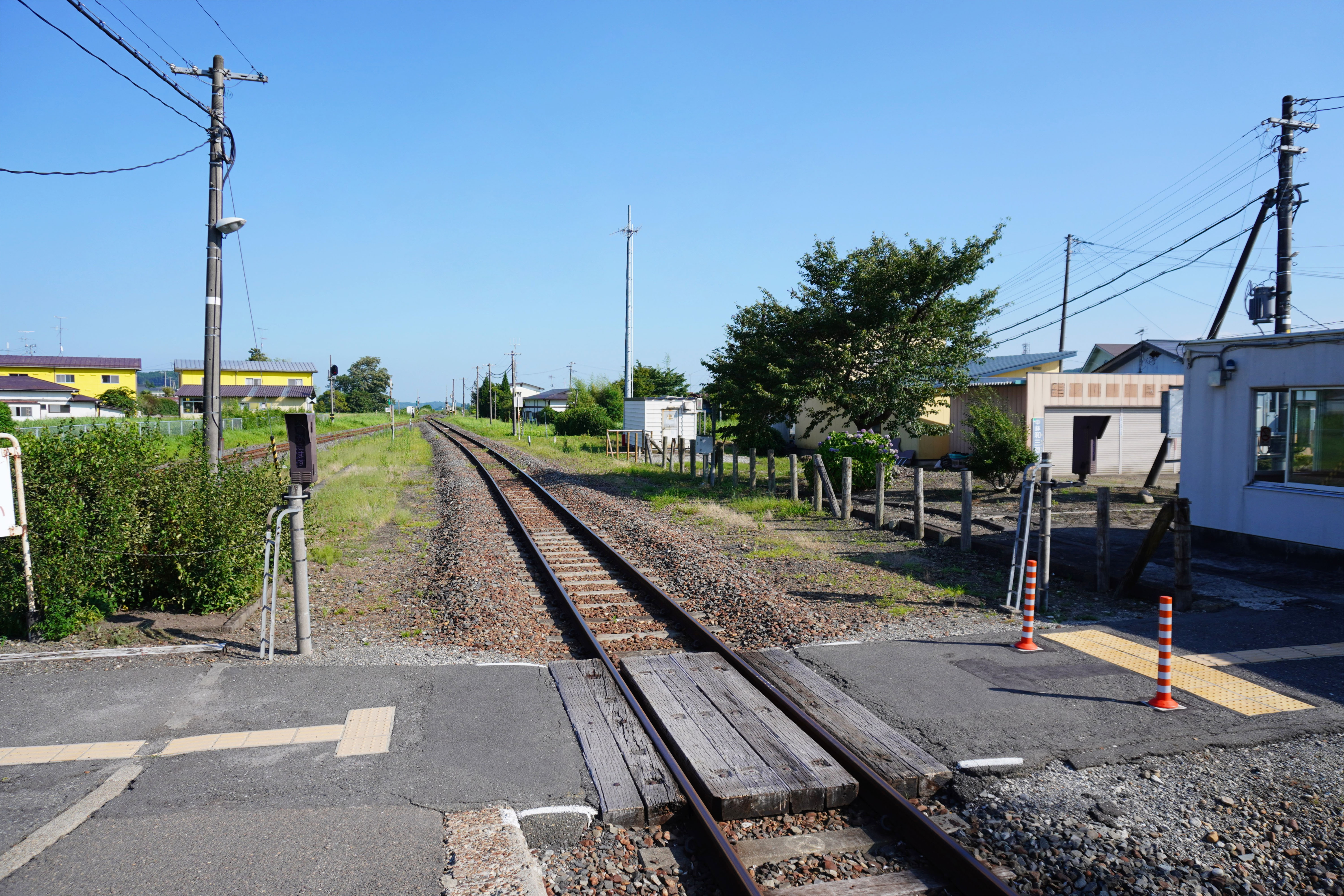
平交道（2023年7月）

池月車站內設有一座島式月台兩條乘車線，與一座已經無人化的混凝土構造站房，島式月台與車站之間是仰賴站內行人平交道作為連結。
池月車站附近存在不少住宅，並且與國道47號（羽後街道）以一條百餘公尺長的道路相連。岩出山池月地區最大的公共設施、道之驛「A la 伊達的道之驛」（あ・ら・伊達な道の駅） （页面存档备份，存于），就設在羽後街道旁與池月車站相反的另一側。

### 月台配置
| 月台 | 路線      | 方向 | 目的地           |
| ---- | --------- | ---- | ---------------- |
| 1    | ■陸羽東線 | 下行 | 鳴子溫泉、新方向 |
| 2    | ■陸羽東線 | 上行 | 古川、小牛田方向 |

## 相鄰車站
東日本旅客鐵道
■陸羽東線
上野目－池月－川渡溫泉

## 外部連結
- 池月車站（JR東日本） （页面存档备份，存于）（日語）

38°42′32.87″N 140°50′7.80″E / 38.7091306°N 140.8355000°E